# Comuna de Wiepr
Wieprz (polaco: Gmina Wieprz) é uma gminy (comuna) na Polónia, na voivodia de Pequena Polónia e no condado de Wadowicki. A sede do condado é a cidade de Wieprz.
De acordo com os censos de 2004, a comuna tem 11 476 habitantes, com uma densidade 154 hab/km².

## Área
Estende-se por uma área de 74,51 km², incluindo:
- área agricola: 80%
- área florestal: 9%

## Demografia
Dados de 30 de Junho 2004:
|                      | Total   | Total | Mulheres | Mulheres | Homens  | Homens |
| -------------------- | ------- | ----- | -------- | -------- | ------- | ------ |
|                      | pessoas | %     | pessoas  | %        | pessoas | %      |
| População            | 11 476  | 100   | 5676     | 49,5     | 5800    | 50,5   |
| Densidade (pop./km²) | 154     | 100   | 76,2     | 76,2     | 77,8    | 77,8   |

De acordo com dados de 2002, o rendimento médio per capita ascendia a 1234,64 zł.

## Comunas vizinhas
- Andrychów, Kęty, Osiek, Polanka Wielka, Przeciszów, Tomice, Wadowice, Zator